# مطار سوكارنو هاتا الدولي
مطار سوكارنو هاتا الدولي (إندونيسية:Bandar Udara Internasional Soekarno–Hatta) (إياتا:  CGK ، إيكاو:  WIII) هو المطار الرئيسي لخدمة منطقة جاكرتا الكبرى في جزيرة جاوة في إندونيسيا. وتعود تسمية المطار نسبة إلى أول رئيس لاندونيسيا، أحمد سوكارنو، والنائب الأول للرئيس محمد هاتا. يقع على بعد حوالي 20 كيلومترا غربي العاصمة جاكرتا، في تانجيرانج، وبانتين، وافتتح مطار سوكارنو هاتا للعمل في عام 1985، ليحل محل مطار كمايران في وسط جاكرتا، ومطار حليم برداناكوسوما الدولي في جاكرتا الشرقية والذي ما زال يستقبل طائرات الطيران العارض، وتبلغ مساحة أرض المطار 18 كم مربع. وهناك ثلاثة مبان لصالات الركاب وهي: مبنى الركاب رقم 1 لجميع الرحلات الداخلية. مبنى الركاب رقم 2 لجميع الرحلات الجوية الدولية، فضلا عن جميع الرحلات الداخلية. ومبنى الركاب رقم 3 الصالة 1 للرحلات الداخلية.
وتنقسم مبانى الركاب رقم 1 و 2 إلى 3 صالات فرعية. وتستخدم الصالات 1A، 1B، و1C للرحلات الداخلية من قبل شركات الخطوط الجوية الإندونيسية. والصالات 2D و 2E للرحلات الدولية. الصالة 2F للرحلات الداخلية لاندونيسيا عبر خطوط جارودا الجوية والخطوط الجوية ميرباتي نوسانتارا.
وافتتحت الصالة رقم 1 في المبنى رقم 3 في عام 2009. والذي من المتوقع الانتهاء من كامل المبنى رقم 3 المخصص لشركات الطيران منخفض التكلفة في عام 2020.
صمم المطار من قبل بول اندرو، وهو المهندس المعماري الذي صمم أيضا مطار شارل ديغول الدولي. وواحدة من الخصائص الرئيسية لمطار سوكارنو هاتا هو دمج عناصر البيئة والتراث المحلي في التصميم، بوجود الحدائق الاستوائية بين صالات الانتظار. وحصل المطار على جائزة الآغا خان للعمارة في عام 1995 لهندسة المناظر الطبيعية الجميلة.
كان مطار سوكارنو هاتا الدولي في المرتبة 35 عالميا ازدحاما في الفترة ما بين 2004-2006، وحسب إحصاءات مجلس المطارات الدولي لعام 2009 ارتفع تقييم المطار إلى المرتبة 23 عالميا نسبة إلى حركة الركاب.

## شركات الطيران والوجهات

### الركاب
| شركـات طيـران                     | الوجهات |
| --------------------------------- | --- |
| طيران آسيا                        | مطار كوالالمبور الدولي، مطار بينانق الدولي |
| طيران الصين                       | مطار بكين العاصمة الدولي، مطار جينغديو الجديد |
| خطوط كل اليابان الجوية            | مطار طوكيو هانيدا الدولي، مطار ناريتا الدولي |
| خطوط آسيانا الجوية                | مطار إنتشون الدولي |
| Batik Air                         | Ambon، Balikpapan، مطار السلطان اسكندر مودا الدولي، Bandar Lampung، مطار دون موينغ، Banjarmasin، Banyuwangi، مطار هانغ نديم الدولي، مطار نغوراه راي الدولي، Gorontalo، Jambi، مطار سينتاني، Kendari، مطار كوالالمبور الدولي، Kupang، Labuan Bajo ‏، Lombok، Lubuklinggau، Luwuk، Makassar، مطار سام راتولانجي الدولي ‏، Manokwari، مطار كوالانامو الدولي، Padang، Palangkaraya، مطار السلطان محمود بدر الدين الثاني الدولي، Palu، Pangkal Pinang ‏، Pekanbaru، مطار بينانق الدولي، مطار سوباديو الدولي، مطار ساماريندا الدولي، مطار أحمد ياني الدولي، Silangit، مطار شانغي سنغافورة، Solo، Sorong، مطار جواندا الدولي، Tanjung Pinang ‏، Tarakan، Ternate، Timika، Yogyakarta–International عارض: مطار هايكو ميلان الدولي، مطار كونمينغ جانغشوي الدولي، مطار نانينغ الدولي |
| باتيك إير ماليزيا                 | مطار كوالالمبور الدولي |
| كاثي باسيفيك                      | مطار هونغ كونغ الدولي |
| سيبو باسيفيك                      | مطار نينوي أكوينو الدولي |
| الخطوط الجوية الصينية             | مطار تايوان تاويوان الدولي |
| خطوط شرق الصين الجوية             | مطار شانغهاي بودنغ الدولي |
| خطوط جنوب الصين الجوية            | مطار قوانغتشو باييون الدولي، مطار شينزين باوان الدولي |
| سيتي لينك                         | Ambon، Balikpapan، Banjarmasin، Banyuwangi، مطار هانغ نديم الدولي، Bengkulu، مطار نغوراه راي الدولي، Jambi، مطار سينتاني، مطار الملك عبد العزيز الدولي، Kendari، مطار كوالالمبور الدولي، Kupang، Labuan Bajo ‏، Lombok، Makassar، Malang، مطار سام راتولانجي الدولي ‏، مطار كوالانامو الدولي، Padang، Palangkaraya، مطار السلطان محمود بدر الدين الثاني الدولي، Palu، Pangkal Pinang ‏، Pekanbaru، مطار سوباديو الدولي، مطار ساماريندا الدولي، مطار أحمد ياني الدولي، Silangit، مطار شانغي سنغافورة، Solo، مطار جواندا الدولي، Tanjung Pandan ‏، Tanjung Pinang ‏، Yogyakarta–International عارض: مطار قوانغتشو باييون الدولي، مطار كونمينغ جانغشوي الدولي، مطار نانجينغ الدولي، مطار ونزهو يونجقيانج الدولي، مطار شيامن قاوتشي الدولي |
| طيران الإمارات                    | مطار دبي الدولي |
| الخطوط الجوية الإثيوبية           | مطار أديس أبابا بولي الدولي |
| الاتحاد للطيران                   | مطار أبو ظبي الدولي |
| إيفا للطيران                      | مطار تايوان تاويوان الدولي |
| طيران ناس                         | عارض: مطار الملك عبد العزيز الدولي |
| غارودا إندونيسيا                  | Ambon، مطار سخيبول أمستردام، Balikpapan، مطار السلطان اسكندر مودا الدولي، Bandar Lampung، مطار سوفارنابومي الدولي، Banjarmasin، مطار هانغ نديم الدولي، Bengkulu، Biak، مطار نغوراه راي الدولي، Gorontalo، مطار قوانغتشو باييون الدولي، مطار هونغ كونغ الدولي، Jambi، مطار سينتاني، مطار الملك عبد العزيز الدولي، Kendari، مطار كوالالمبور الدولي، Kupang، Labuan Bajo ‏، Lombok، Makassar، Malang، مطار سام راتولانجي الدولي ‏، مطار كوالانامو الدولي، مطار الأمير محمد بن عبد العزيز الدولي، مطار ملبورن الدولي، Merauke، Padang، Palangkaraya، مطار السلطان محمود بدر الدين الثاني الدولي، Palu، Pangkal Pinang ‏، Pekanbaru، مطار سوباديو الدولي، مطار أحمد ياني الدولي، مطار إنتشون الدولي، مطار شانغهاي بودنغ الدولي، مطار شانغي سنغافورة، Solo، Sorong، مطار جواندا الدولي، مطار سيدني، Tanjung Pinang ‏، Ternate، Timika، مطار طوكيو هانيدا الدولي، Yogyakarta–International |
| طيران آسيا (إندونيسيا)            | Bandar Lampung، مطار دون موينغ، مطار نغوراه راي الدولي، مطار تان سون نهات الدولي، مطار سيناي الدولي، مطار كوالالمبور الدولي، Kuching (تستأنف 15 يونيو 2023)، Labuan Bajo ‏ (تستأنف 16 يونيو 2023)، Lombok، مطار كوالانامو الدولي، مطار بينانق الدولي، مطار بيرث، مطار بنوم بنه الدولي، Silangit، مطار شانغي سنغافورة، Solo |
| الخطوط الجوية اليابانية           | مطار ناريتا الدولي |
| خطوط جيتستار آسيا الجوية          | مطار شانغي سنغافورة |
| الخطوط الجوية الملكية الهولندية   | مطار سخيبول أمستردام، مطار كوالالمبور الدولي (تستأنف 30 أكتوبر 2023)، مطار شانغي سنغافورة (تنتهي في 29 أكتوبر 2023) |
| كوريا للطيران                     | مطار إنتشون الدولي |
| ليون إير                          | Ambon، Balikpapan، مطار السلطان اسكندر مودا الدولي، Bandar Lampung، Banjarmasin، مطار هانغ نديم الدولي، Bengkulu، Biak، مطار نغوراه راي الدولي، Gorontalo، Jambi، مطار سينتاني، Kendari، Kupang، Lombok، Makassar، مطار سام راتولانجي الدولي ‏، Manokwari، مطار كوالانامو الدولي، Merauke، Padang، Palangkaraya، مطار السلطان محمود بدر الدين الثاني الدولي، Palu، Pangkal Pinang ‏، Pekanbaru، مطار سوباديو الدولي، مطار أحمد ياني الدولي، Solo، Sorong، مطار جواندا الدولي، Tanjung Pandan ‏، Ternate، Timika، Yogyakarta–International موسمي: مطار الملك عبد العزيز الدولي، مطار الأمير محمد بن عبد العزيز الدولي عارض: مطار قوانغتشو باييون الدولي، مطار هايكو ميلان الدولي، مطار سانيا فينيكس الدولية، مطار ووهان الدولي |
| طيران لونج                        | موسمي: مطار هانغتشو شياوشان الدولي |
| الخطوط الجوية الماليزية           | مطار كوالالمبور الدولي |
| NAM Air                           | مطار هانغ نديم الدولي، مطار نغوراه راي الدولي، Lubuklinggau، Muara Bungo ‏، مطار السلطان محمود بدر الدين الثاني الدولي، Pangkalan Bun ‏، Pangkal Pinang ‏، مطار سوباديو الدولي، مطار ساماريندا الدولي، Sampit، مطار أحمد ياني الدولي، Tanjung Pandan ‏ |
| الطيران العماني                   | مطار مسقط الدولي |
| Pelita Air                        | Balikpapan، مطار نغوراه راي الدولي، Padang، مطار السلطان محمود بدر الدين الثاني الدولي، Pekanbaru، مطار جواندا الدولي، Yogyakarta–International |
| الخطوط الجوية الفلبينية           | مطار نينوي أكوينو الدولي |
| كانتاس                            | مطار ملبورن الدولي، مطار سيدني |
| الخطوط الجوية القطرية             | مطار حمد الدولي |
| خطوط رويال بروناي الجوية          | مطار بروناي الدولي |
| الخطوط السعودية                   | مطار الملك عبد العزيز الدولي، مطار الأمير محمد بن عبد العزيز الدولي، مطار الملك خالد الدولي |
| سكوت للطيران                      | مطار شانغي سنغافورة |
| خطوط شاندونغ الجوية               | مطار شيامن قاوتشي الدولي |
| خطوط شينزين الجوية                | مطار شينزين باوان الدولي |
| الخطوط الجوية السنغافورية         | مطار شانغي سنغافورة |
| الخطوط الجوية السريلانكية         | مطار باندارنيك الدولي |
| خطوط سريويجايا الجوية             | Makassar، Pangkal Pinang ‏، مطار سوباديو الدولي، Tanjung Pandan ‏ عارض: مطار فوتشو تشانغله الدولي، مطار هانغتشو شياوشان الدولي، مطار ونزهو يونجقيانج الدولي |
| Super Air Jet                     | Banyuwangi، Balikpapan، Bandar Lampung، Banjarmasin، مطار هانغ نديم الدولي، Bengkulu، مطار نغوراه راي الدولي، Jambi، Lombok، Makassar، مطار كوالانامو الدولي، Padang، مطار السلطان محمود بدر الدين الثاني الدولي، Pekanbaru، مطار سوباديو الدولي، مطار أحمد ياني الدولي، Solo، مطار جواندا الدولي، Tanjung Pandan ‏، Yogyakarta–International |
| طيران آسيا (تايلاند)              | مطار دون موينغ |
| الخطوط الجوية الدولية التايلاندية | مطار سوفارنابومي الدولي |
| Thai Lion Air                     | مطار دون موينغ |
| TransNusa                         | مطار نغوراه راي الدولي، مطار كوالالمبور الدولي، Yogyakarta–International |
| الخطوط الجوية التركية             | مطار إسطنبول الدولي |
| الخطوط الجوية الأوزبكستانية       | مطار طشقند الدولي |
| خطوط فيت جيت                      | مطار تان سون نهات الدولي |
| الخطوط الجوية الفيتنامية          | مطار تان سون نهات الدولي |
| خطوط زيامن الجوية                 | مطار فوتشو تشانغله الدولي، مطار شيامن قاوتشي الدولي |

### الشحن
| شركات الطيران               | الوجهات |
| --------------------------- | --- |
| AeroLogic                   | مطار سوفارنابومي الدولي |
| AirBridge Cargo             | مطار شيريميتييفو الدولي |
| طيران الصين للشحن الجوي     | مطار شانغهاي بودنغ الدولي |
| خطوط هونغ كونغ الجوية       | مطار هونغ كونغ الدولي |
| خطوط كل اليابان الجوية      | مطار سوفارنابومي الدولي، مطار ناريتا الدولي |
| Cardig Air                  | Banjarmasin، مطار نوي باي الدولي، مطار تان سون نهات الدولي، Kendari، Makassar، مطار سام راتولانجي الدولي ‏، Pekanbaru، مطار شانغي سنغافورة |
| كارغولوكس                   | مطار آل مكتوم الدولي، مطار هونغ كونغ الدولي، مطار لوكسمبورغ |
| كاثي باسيفيك                | مطار هونغ كونغ الدولي |
| Central Airlines ‏           | مطار شينزين باوان الدولي |
| الخطوط الجوية الصينية       | مطار كوالالمبور الدولي، مطار بينانق الدولي، مطار تايوان تاويوان الدولي |
| الخطوط الجوية الصينية للشحن | مطار شينزين باوان الدولي |
| خطوط شرق الصين الجوية       | مطار هانغتشو شياوشان الدولي، مطار نينغبو ليش الدولي |
| دي إتش إل للطيران           | مطار هونغ كونغ الدولي |
| الإمارات للشحن الجوي        | مطار أوكلاند الدولي، مطار آل مكتوم الدولي |
| الخطوط الجوية الإثيوبية     | مطار أديس أبابا بولي الدولي، مطار تيد ستيفنز أنكوراج الدولي |
| إيفا للطيران                | مطار تايوان تاويوان الدولي |
| فيديكس إكسبرس               | مطار سوفارنابومي الدولي، مطار قوانغتشو باييون الدولي، مطار تان سون نهات الدولي، مطار شانغي سنغافورة |
| غارودا إندونيسيا            | مطار سخيبول أمستردام، Bandar Lampung، مطار سوفارنابومي الدولي، Banjarmasin، مطار بكين العاصمة الدولي، مطار الملك فهد الدولي، مطار قوانغتشو باييون الدولي، مطار نوي باي الدولي، مطار تان سون نهات الدولي، مطار هونغ كونغ الدولي، مطار سينتاني، مطار كوالالمبور الدولي، Labuan Bajo ‏، Makassar، Malang، مطار سام راتولانجي الدولي ‏، مطار كانساي الدولي، مطار جاكسونز الدولي، مطار شانغهاي بودنغ الدولي، مطار أحمد ياني الدولي، Solo، مطار جواندا الدولي، مطار سيدني، مطار ناريتا الدولي، Yogyakarta–International |
| K-Mile Air                  | مطار سوفارنابومي الدولي، مطار شانغي سنغافورة |
| كوريا للطيران               | مطار تان سون نهات الدولي، مطار بينانق الدولي، مطار إنتشون الدولي |
| لوفتهانزا للشحن             | مطار انديرا غاندي الدولي، مطار فرانكفورت |
| MASkargo                    | مطار كوالالمبور الدولي |
| My Indo Airlines            | Balikpapan، مطار كوالالمبور الدولي، مطار أحمد ياني الدولي، مطار شانغي سنغافورة |
| My Jet Xpress Airlines      | مطار السلطان عبد العزيز شاه |
| Silk Way Airlines           | مطار حيدر علييف الدولي |
| الخطوط الجوية القطرية       | مطار حمد الدولي |
| Qantas Freight              | مطار سيدني |
| طيران راية                  | مطار السلطان عبد العزيز شاه |
| Tri-MG Intra Asia Airlines  | مطار هانغ نديم الدولي، مطار كوالالمبور الدولي، مطار شانغي سنغافورة |
| الخطوط الجوية التركية       | مطار إسطنبول الدولي |

## معرض الصور

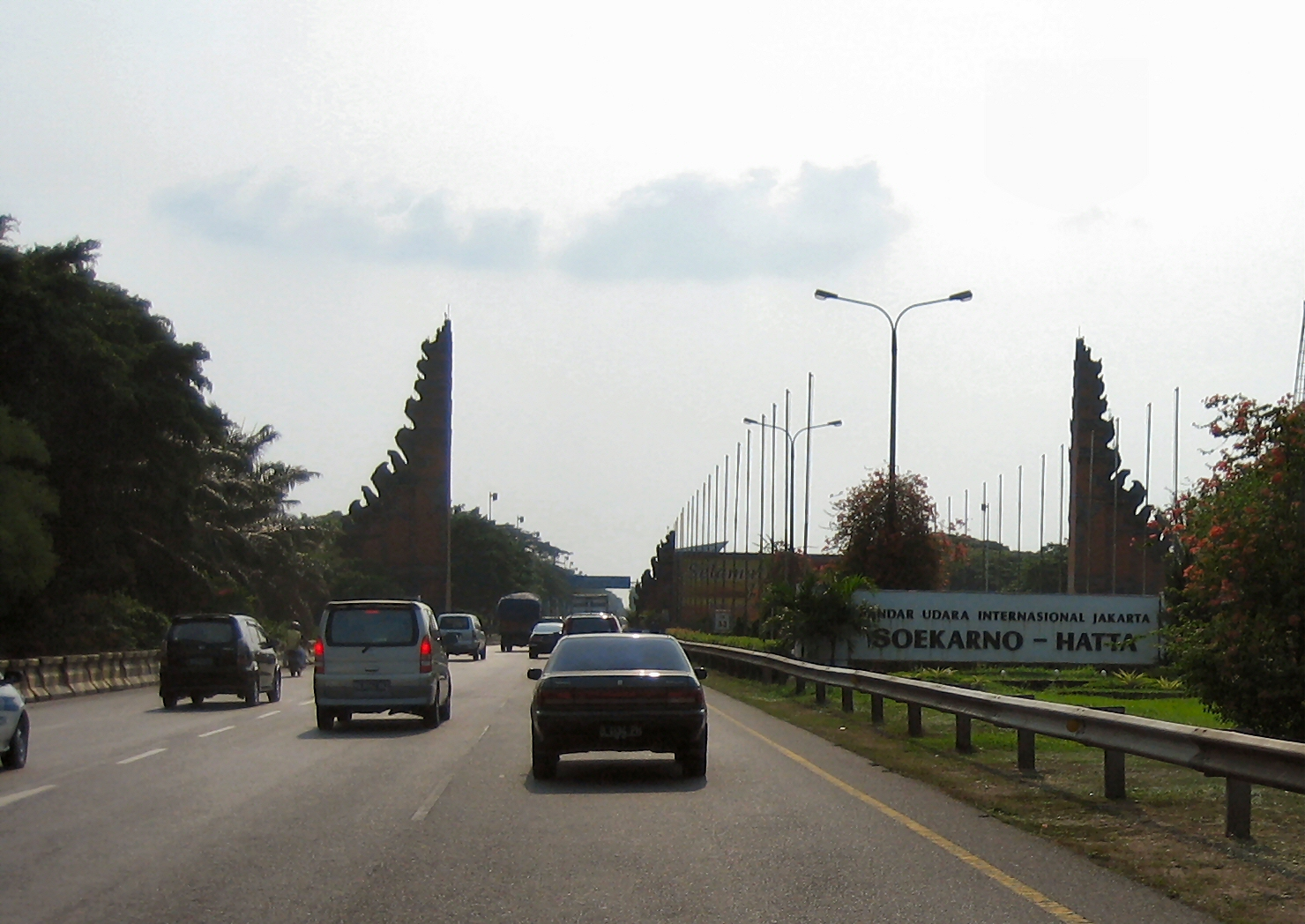
المدخل الرئيسي
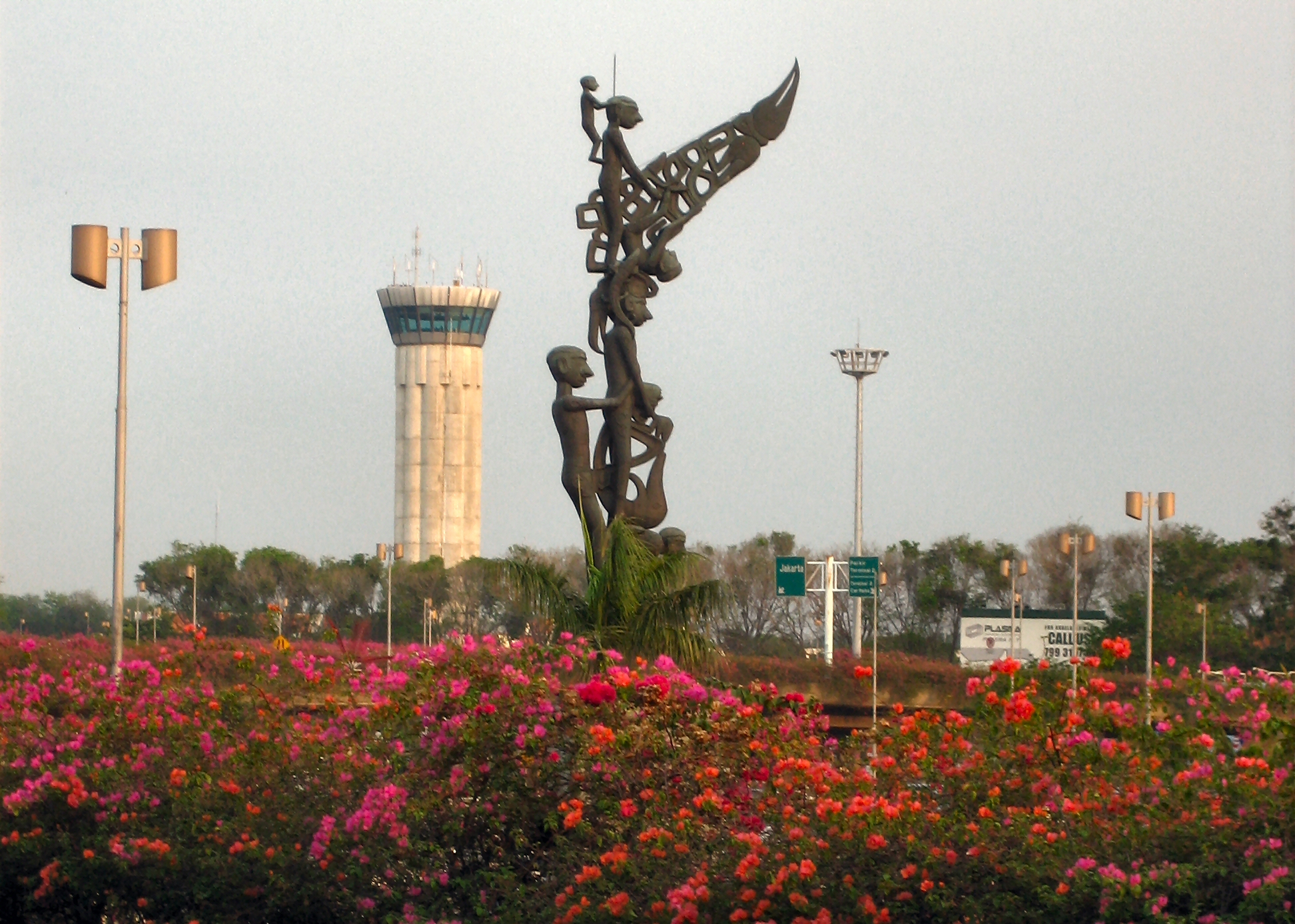
البرج
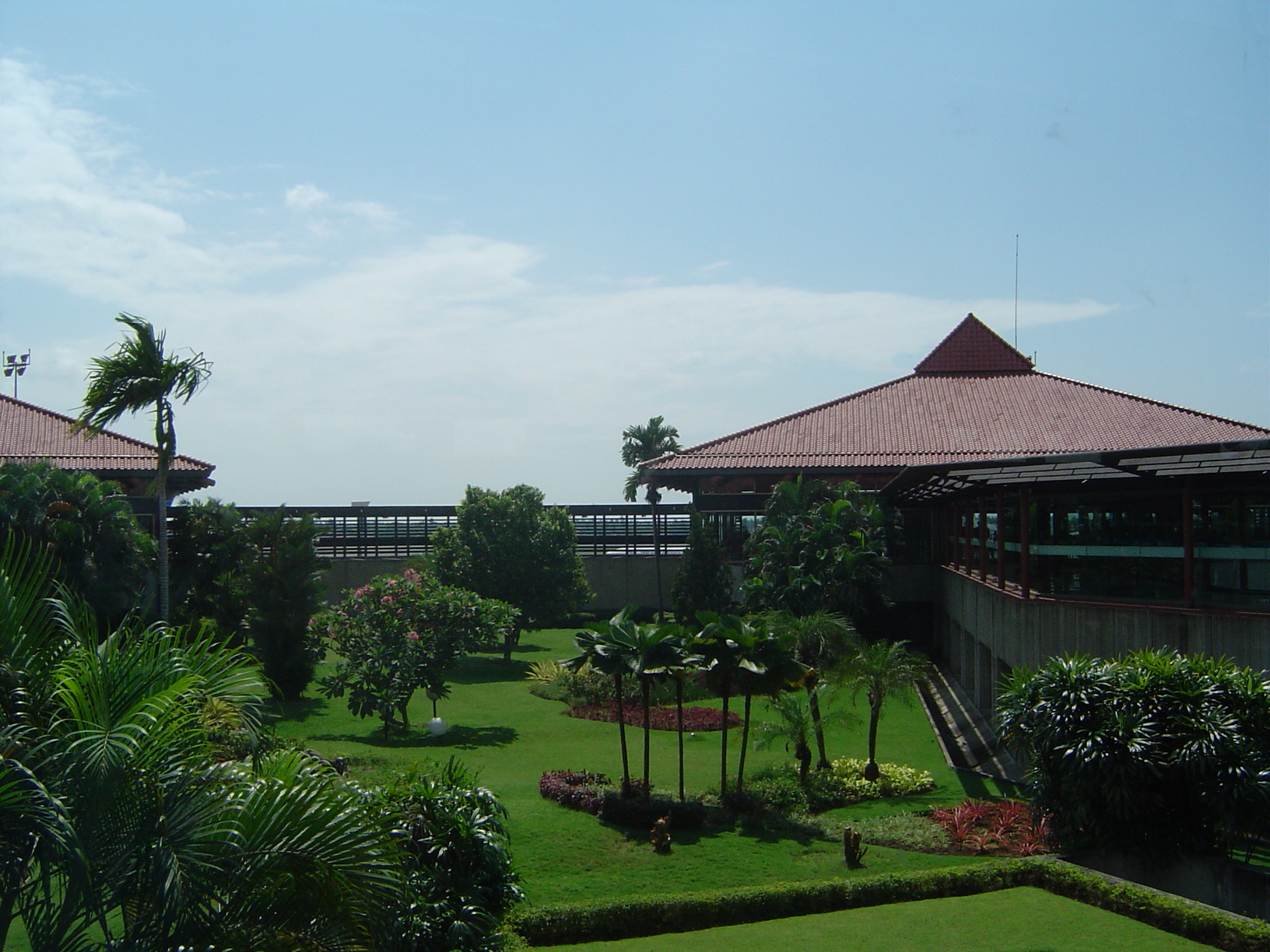
مبنى المطار مع الحدائق
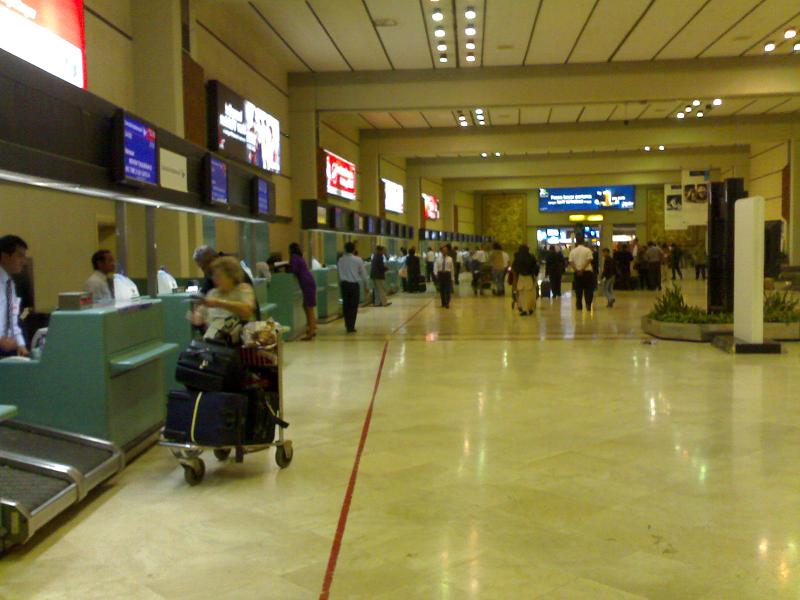
مكاتب السفر في المبنى رقم 2
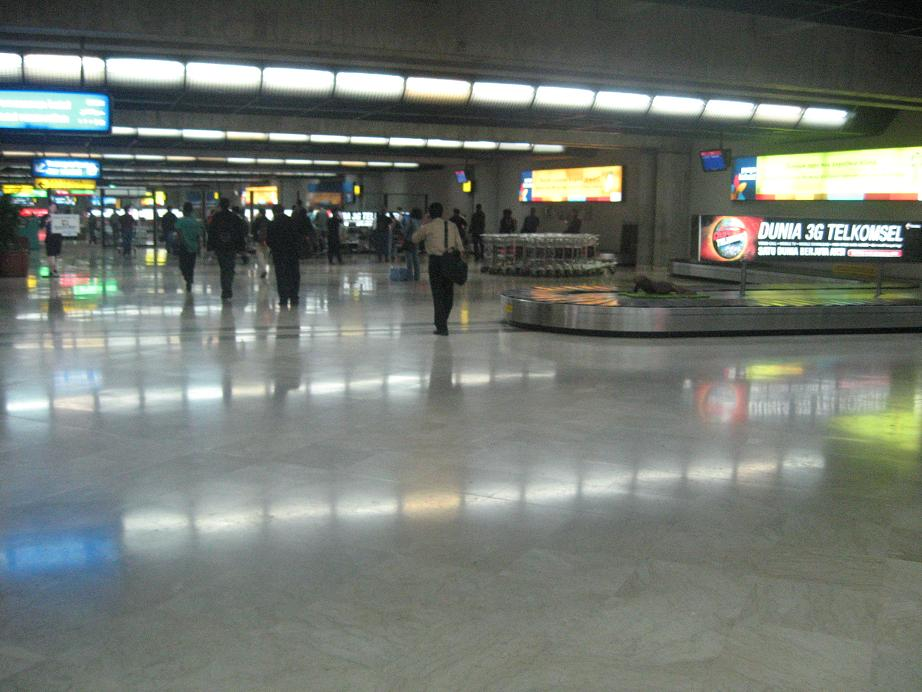
استلام الحقائب في المبنى رقم 2
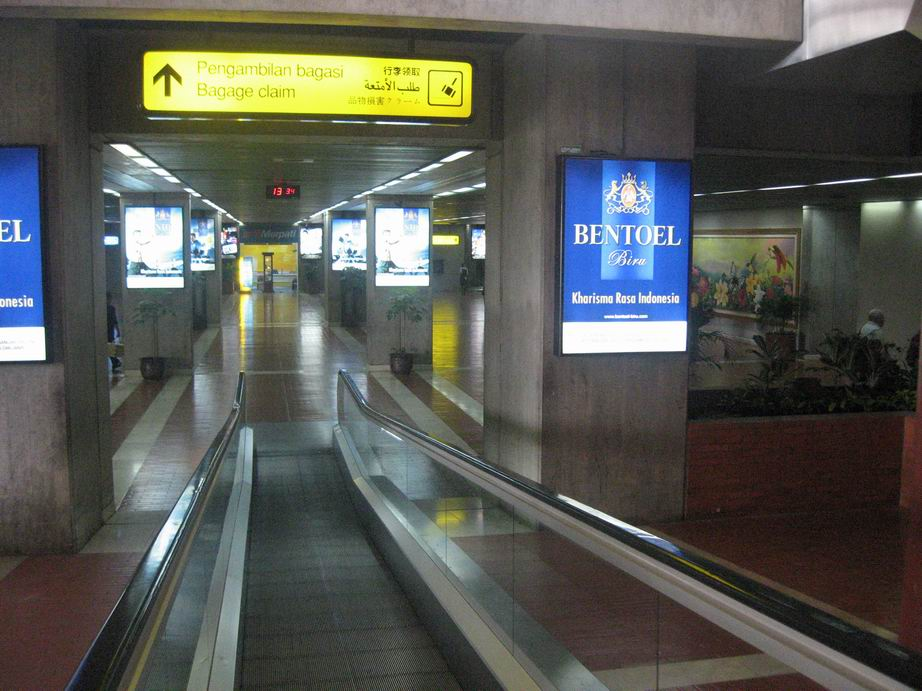
صالة الوصول في المبنى رقم 1

## وصلات خارجية
- مطار سوكارنو هاتا في جاكرتا (بالإنجليزية)
- الموقع الرسمي